# 仙台管区気象台
仙台管区気象台（せんだいかんくきしょうだい）は、日本の気象庁において東北地方6県を担当する管区気象台。各県の気象情報の発表や、地震・火山の観測などを行なっている。
所在地は宮城県仙台市宮城野区五輪1丁目3番15号の仙台第3合同庁舎内。

## 沿革
- 1881年（明治14年）4月1日：野蒜築港に伴い、野蒜測候所が東北地方初の測候所として現在の宮城県東松山市に設置される[2]。
- 1887年（明治20年）8月31日：野蒜築港の頓挫に伴い移転することになり、宮城県立石巻測候所へ改称[2]。
- 1923年（大正12年）9月1日：関東大震災が発生。これを受けて、中央気象台（気象庁の前身）が仙台市鉄砲町に地震の精密観測地点を設けることを計画[2]。
- 1926年（大正15年）
  - 7月30日：都市部での測候所を必要としていた宮城県庁が中央気象台の支援で仙台に測候所を置くこととし、鉄砲町一番地に庁舎と地震計室が完成[2]。

10月1日：宮城県立石巻測候所仙台出張所として気象・地震観測を開始。
- 1935年（昭和10年）
  - 5月1日：宮城県立仙台測候所へ昇格[2]。
  - 7月1日：ラジオ放送による天気予報を開始[2]。
- 1937年（昭和12年）10月28日：新設された国営測候所との併設になる[2]。
- 1939年（昭和14年）11月1日：県立の測候所が廃止され、国営測候所が仙台地方気象台へ昇格[2]。
- 1941年（昭和16年）9月11日：三陸地方沿岸への津波警報を制定[2]。
- 1942年（昭和17年）4月12日：東北地方の長期的な天気予報（季節予報）の発表を開始[2]。
- 1945年8月11日：中央気象台の東部気象管区仙台地方気象区が東北気象管区と改められたことに伴い、仙台管区気象台に改称されるとともに、新設された仙台測候所を併置[2]。
- 1949年（昭和24年）6月1日：仙台測候所が廃止される[2]。
- 1963年（昭和38年）6月3日：気象レーダーを開局[2]。
- 1974年（昭和49年）11月1日：地域気象観測システムアメダス（AMeDAS）による雨量観測を開始の[2]。1977年（昭和52年）1月1日には風向・風速、気温、日照にも拡大[2]。
- 1981年（昭和56年）: 9月9日：仙台第3合同庁舎が完成し、事務部門を移転[2]。翌年3月3日に観測などを担う現業部門も移転 [2]。
- 1985年（昭和60年）10月1日：天気相談所を開設[2]。
- 1995年（平成7年）7月18日：仙台地域地震情報センター設置[2]（現在の地震火山課）。
- 2002年（平成14年）3月1日：火山監視・情報センター設置 [2]。
- 2007年（平成19年）2月22日：ドップラーレーダー運用開始[2]。
- 2013年（平成25年）
  - 1月25日：合同庁舎3階の天気相談所を1階に移動。
  - 10月1日：組織改編に伴い、地球環境・海洋課設置。
- 2024年（令和6年）9月5日：気象台近くに活断層があるため、被災時には東北大学災害科学国際研究所を利用する協定を締結[3]。

## 組織
地震火山課の前身（旧・仙台地域地震情報センター）

## 天気相談所
仙台第3合同庁舎1階には、仙台管区気象台天気相談所が設けられている。ここでは、天気に関する質問をしたり、過去の気象データを閲覧することができる。天気相談所はこのほか、気象庁などにもある。

## 管内の地方気象台
下記のうち航空地方気象台の所在空港については「航空地方気象台#日本の航空地方気象台及び航空測候所」を参照。
|                          |                                        |                                    | 所在地                               | 備考 |
| ------------------------ | -------------------------------------- | ---------------------------------- | ------------------------------------ | ---- |
| 仙台管区気象台           | 仙台管区気象台                         | 仙台管区気象台                     | 宮城県仙台市宮城野区五輪1丁目3番15号 |      |
|                          |                                        | 石巻特別地域気象観測所             | 宮城県石巻市泉町                     |      |
| 青森地方気象台           | 青森地方気象台                         | 青森県青森市花園1丁目17番19号      |                                      |      |
|                          | むつ特別地域気象観測所                 | 青森県むつ市金曲                   |                                      |      |
| 八戸特別地域気象観測所   | 青森県八戸市湊町字館鼻                 |                                    |                                      |      |
| 深浦特別地域気象観測所   | 青森県西津軽郡深浦町大字深浦字岡町     |                                    |                                      |      |
| 秋田地方気象台           | 秋田地方気象台                         | 秋田県秋田市山王7丁目1番4号        |                                      |      |
| 盛岡地方気象台           | 盛岡地方気象台                         | 岩手県盛岡市山王町7番60号          |                                      |      |
|                          | 宮古特別地域気象観測所                 | 岩手県宮古市鍬ケ崎下町             |                                      |      |
| 大船渡特別地域気象観測所 | 岩手県大船渡市大船渡町字赤沢           |                                    |                                      |      |
| 山形地方気象台           | 山形地方気象台                         | 山形県山形市緑町1丁目5番77号       |                                      |      |
|                          | 新庄特別地域気象観測所                 | 山形県新庄市東谷地田町             |                                      |      |
| 酒田特別地域気象観測所   | 山形県酒田市亀ケ崎                     |                                    |                                      |      |
| 福島地方気象台           | 福島地方気象台                         | 福島県福島市松木町1番9号           |                                      |      |
|                          | 若松特別地域気象観測所                 | 福島県会津若松市材木町1丁目9番49号 |                                      |      |
| 小名浜特別地域気象観測所 | 福島県いわき市小名浜字船引場19番地     |                                    |                                      |      |
| 白河特別地域気象観測所   | 福島県白河市郭内1番地136               |                                    |                                      |      |
| 仙台航空測候所           | 仙台航空測候所                         | 宮城県名取市下増田字南原           | 三沢空港気象連絡室                   |      |
|                          | 青森航空気象観測所                     | 青森市大字大谷字小谷               |                                      |      |
| 秋田航空気象観測所       | 秋田市雄和椿川字山籠                   |                                    |                                      |      |
| 大館能代航空気象観測所   | 秋田県北秋田市脇神字葈岱               |                                    |                                      |      |
| 花巻航空気象観測所       | 岩手県花巻市葛第3地割                  |                                    |                                      |      |
| 山形航空気象観測所       | 山形県東根市大字羽入字柏原新林         |                                    |                                      |      |
| 庄内航空気象観測所       | 山形県酒田市浜中字村東                 |                                    |                                      |      |
| 福島航空気象観測所       | 福島県石川郡玉川村大字北須釜字はばき田 |                                    |                                      |      |